# 山東インターチェンジ
山東インターチェンジ（さんとうインターチェンジ）は、兵庫県朝来市にある北近畿豊岡自動車道のインターチェンジである。

## 道路
- E72 北近畿豊岡自動車道（国道483号、春日和田山道路）
- 遠阪トンネル有料道路

## 接続する道路
- 国道427号

## 周辺
- 粟鹿山
- 粟鹿神社
- 奥山渓谷
- 當勝神社
- よふど温泉

## 隣
E72 北近畿豊岡自動車道・遠阪トンネル有料道路
遠阪ランプ - 遠阪トンネルTB - 山東IC - 山東PA - 和田山IC